# Stato del Somaliland
Lo Stato del Somaliland fu uno Stato indipendente esistito per pochi giorni nel 1960; il suo territorio corrisponde all'attuale Somaliland, Stato non riconosciuto dalla comunità internazionale.

## Storia
Inizialmente il governo britannico aveva pianificato di ritardare il processo di indipendenza del protettorato del Somaliland, per favorire un graduale trasferimento di potere. L'accordo avrebbe permesso ai politici locali di acquisire maggiore esperienza nella gestione degli affari di governo prima dell'indipendenza ufficiale. Tuttavia, il forte nazionalismo pansomalo e i recenti esiti elettorali portarono i notabili somalo a chiedere l'indipendenza immediata e l'unificazione con l'ex Somalia italiana.
Gli inglesi dichiararono quindi che sarebbero stati pronti a concedere l'indipendenza. Il Consiglio legislativo del Somaliland britannico approvò una risoluzione nell'aprile 1960 che richiedeva l'indipendenza e l'unione con la Somalia italiana, che avrebbe dovuto ottenere l'indipendenza il 1º luglio di quell'anno. I consigli legislativi di entrambi i territori hanno approvato questa proposta a seguito di una conferenza congiunta a Mogadiscio.
Il Consiglio legislativo della Somalia britannica chiese, nell'aprile 1960, la sovranità, che sarebbe stata seguita dall'unione con la Somalia italiana il 1º luglio. Anche il Consiglio legislativo della Somalia italiana era d'accordo con questa proposta.
Il 26 giugno 1960 la Somalia britannica ottenne così l'indipendenza con il nome di Stato del Somaliland.
Durante la sua breve esistenza, lo Stato del Somaliland ricevette riconoscimento internazionale da parte di 35 paesi, fra i quali Cina, Egitto, Etiopia, Francia, Ghana, Israele, Libia e Unione Sovietica. Il segretario di stato americano Christian Herter inviò al paese un messaggio di congratulazioni, e il Regno Unito siglò diversi accordi bilaterali con il Somaliland a Hargeisa il 26 giugno. La regina Elisabetta II inviò inoltre un augurio di continua amicizia fra i popoli del neo-indipendente Somaliland e del Regno Unito.
Mohamed Ibrahim Egal diventò Primo ministro e guidò il Paese verso l'unione con la neo-indipendente Somalia ex italiana, che avvenne, come pianificato, il 1º luglio, ponendo fine alla breve esistenza dello stato del Somaliland.